# Henoonia
Henoonia é um género monotípico de plantas com flores pertencentes à família Solanaceae. A única espécie é Henoonia myrtifolia.
A sua área de distribuição nativa é Cuba.